# Chaudon-Norante
Chaudon-Norante é uma comuna francesa na região administrativa da Provença-Alpes-Costa Azul, no departamento dos Alpes da Alta Provença. Estende-se por uma área de 37,48 km². Em 2010 a comuna tinha 185 habitantes (densidade: 4,9 hab./km²).